# Auguste Reymond
Auguste Reymond SA ist ein unabhängiger Schweizer Uhrenhersteller mit Sitz in Nidau im Schweizer Jura. Der Name stammt vom Gründer Auguste Reymond (* 1872; † September 1946 in Lausanne). Auguste Reymond SA stellt die Uhrenmarken Auguste Reymond und ARSA her.

## Unternehmensgeschichte
1898 gründete der 26-jährige Bankangestellte A. Reymond seine Werkstatt in Tramelan (zu deutsch Tramlingen) in einer Mietwohnung. Sieben Jahre später eröffnete er sein eigenes Firmengebäude in Tramelan an der Rue du Midi 9 mit über 100 Mitarbeitern.
Zur Erzeugung eigener Uhrwerke im Sinne einer Uhrenmanufaktur erbaute Auguste Reymond eine Fabrik im Vallée de Joux, wo sich die meisten Schweizer Uhrenhersteller befinden. Als Verstärkung der eigenen Werkproduktion kaufte Reymond 1926 die Fabrik UNITAS in Tramelan.
Durch die Diversifizierung der Unternehmung wurde unter den Uhrenmarken ARSA (von Auguste Reymond SA) und A. Reymond Uhren verkauft, während die Produktion von Ébauchen durch ARSA und UNITAS erfolgte. Die Firma trat 1931 als erste Uhrenmarke in den Werk-Konzern ASUAG (Allgemeine Schweizerische Uhren AG) ein. Vor der Quarzkrise der 1970er-Jahre zählte die Uhrenmanufaktur 300 Mitarbeiter und erwirtschaftete einen Umsatz von über fünfzehn Millionen Schweizer Franken, die ASUAG wurde insolvent und zusammen mit der Firma SSIH in die Swatch Group umgewandelt. Im Jahr 1984 kaufte der damalige Direktor und Teilhaber James Choffat die Marke Auguste Reymond im Rahmen der Fusion ASUAG/SSIH aus der Gruppe heraus. Seither ist die Firma unabhängig.
1989 wurde Thomas Loosli Manager der Firma. Loosli, der einen Hochschulabschluss in Kunstgeschichte und Französischer Literatur hat und zudem Jazz-Liebhaber ist, kümmerte sich um eine Neuausrichtung der Produktlinie von Auguste Reymond. In der Folge wurden in den 1990er Jahren einige limitierte Kleinserien von mechanischen Uhren aufgelegt, teilweise mit aufwändig restaurierten und veredelten Taschenuhrwerken aus dem firmeneigenen Archiv. Beispiele dafür sind die "Boogie"-Serie, mit den Taschenuhr-Kalibern Unitas 6325, Unitas 6425 und Unitas 6498, oder die "Ballad" mit dem Handaufzugswerk Unitas 6580.
2012 zog sich Thomas Loosli zurück und übergab die Firma an Lorenz Aebischer, der zuvor viele Jahre für Firmen der Swatch-Gruppe tätig gewesen war, zuerst für Mido, später für Tissot. 2019 wurde Auguste Reymond dann von Philip W. A. Klingenberg, dem Eigentümer von Century Time Gems Ltd., gekauft. In der Folge wurde die Produktion der Auguste Reymond Uhren in das Century-Werk in Nidau, Schweiz integriert.

## Bildergalerie

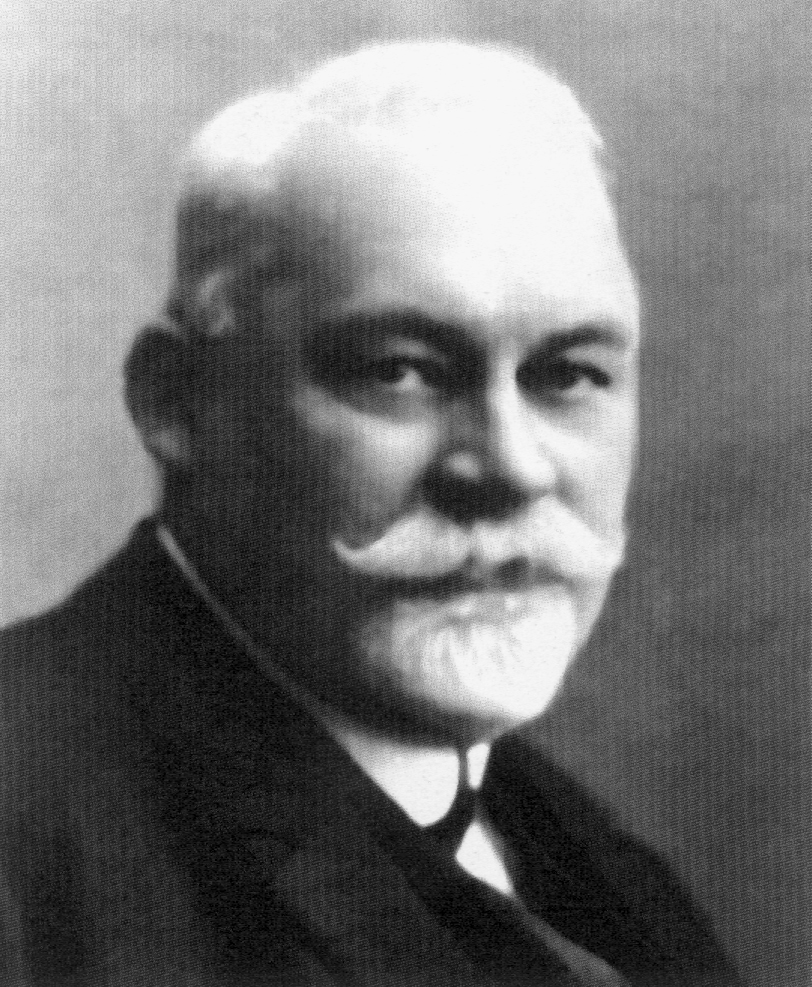
Auguste Reymond
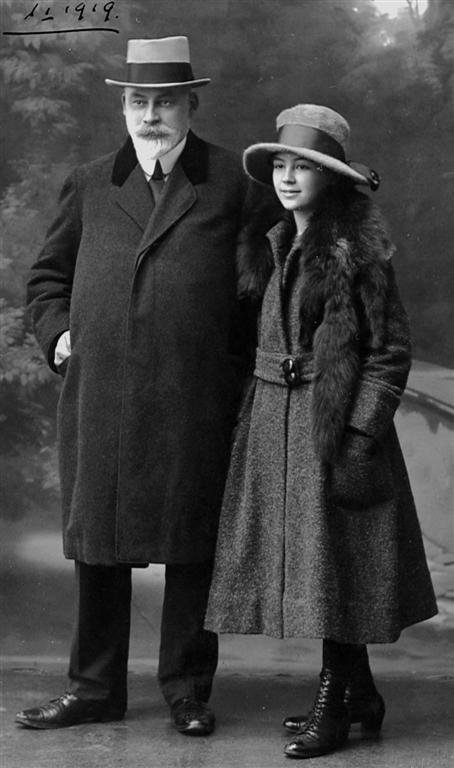
Auguste Reymond mit seiner Tochter Lucie, Aufnahme 1919
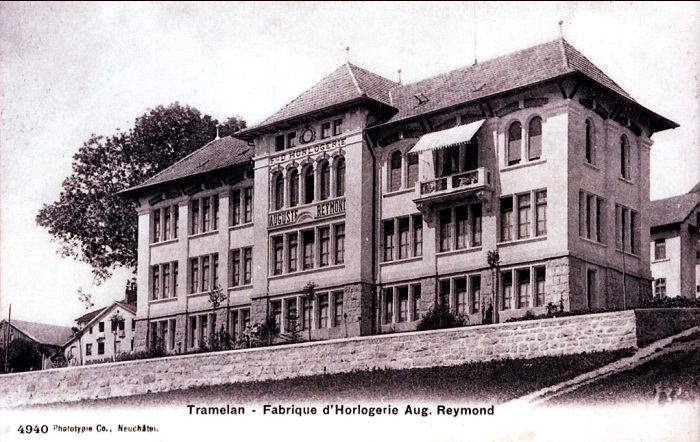
Auguste Reymond Manufaktur, Aufnahme 1908
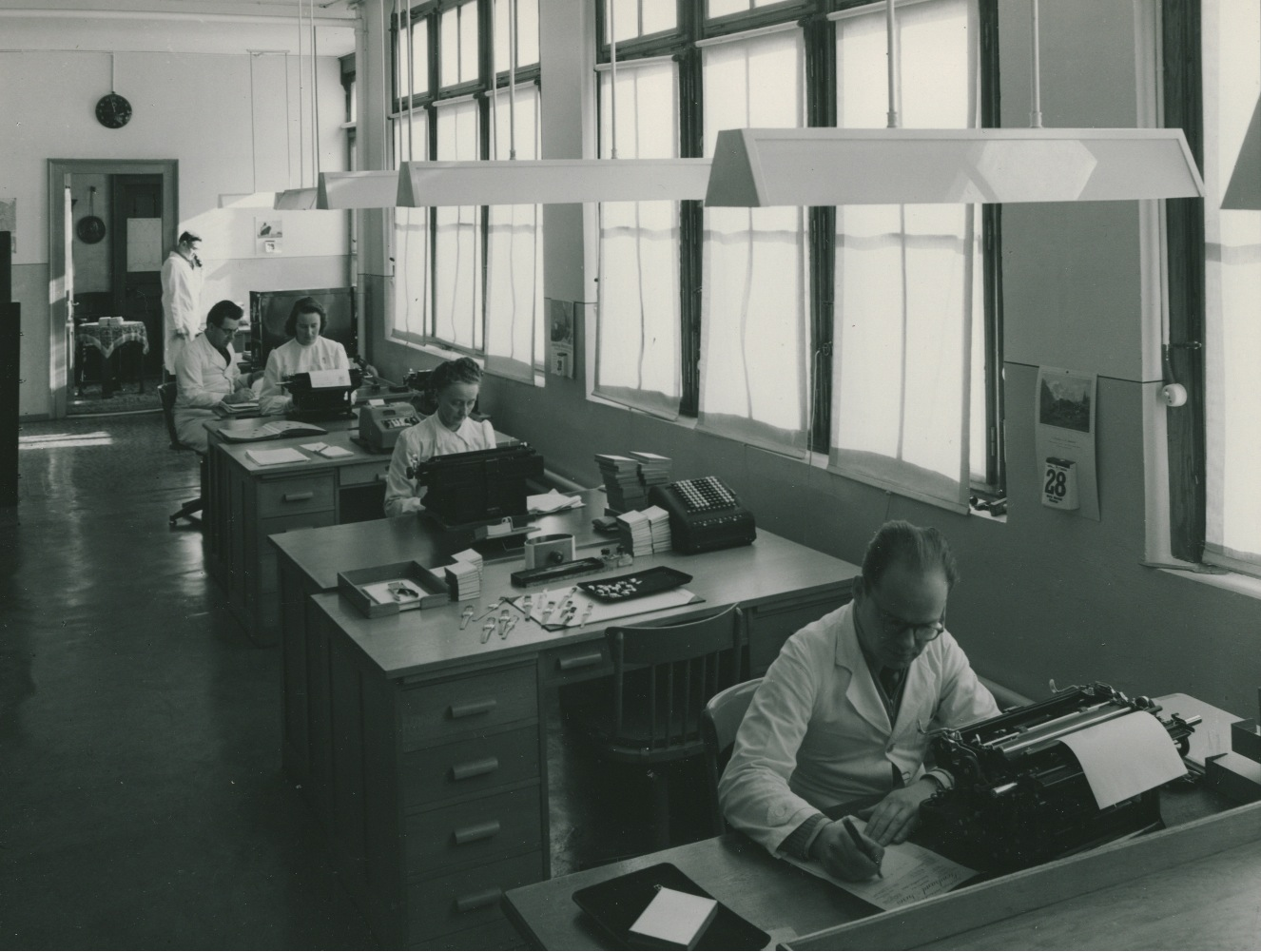
Administrationsabteilung bei Auguste Reymond, 1955